# St Dunstan Without
St Dunstan Without var en civil parish från 1894 till 1934 då den blev en del av Canterbury och St Cosmus and St Damian in the Blean, i grevskapet Kent, i England. Civil parish hade 129 invånare år 1931.